# Dorstenia elata
Dorstenia elata är en mullbärsväxtart som beskrevs av Gardn.. Dorstenia elata ingår i släktet Dorstenia och familjen mullbärsväxter. Inga underarter finns listade i Catalogue of Life.

## Bildgalleri

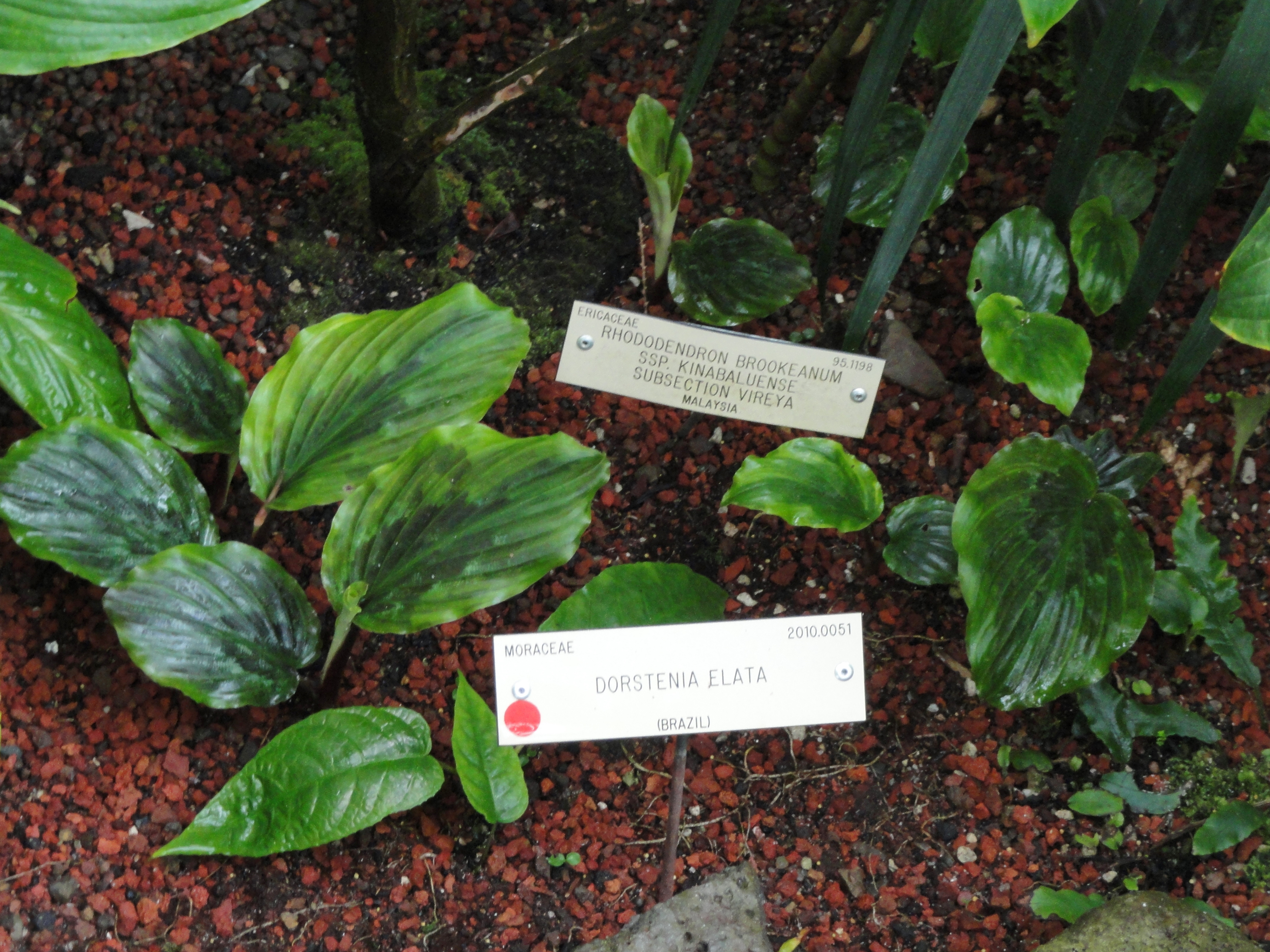